# Basananthe reticulata
Basananthe reticulata är en passionsblomsväxtart som först beskrevs av Baker f., och fick sitt nu gällande namn av De Wilde. Basananthe reticulata ingår i släktet Basananthe och familjen passionsblomsväxter. Inga underarter finns listade i Catalogue of Life.